# بوگی، اواز
بوگی (به فرانسوی: Baugy) یک کمون (فرانسه) در فرانسه است که در canton of Ressons-sur-Matz واقع شده‌است. بوگی ۷٫۱۷ کیلومتر مربع مساحت دارد ۹۸ متر بالاتر از سطح دریا واقع شده‌است.